# Страспей
Страспе́й (англ. Strathspey) — шотландский народный танец и музыкальный жанр, в музыкальном размере 4/4, похожий на рил, но, как правило, медленнее и характерный исключительно для шотландской традиционной музыки. Название танца/жанра происходит от места его появления — долины реки Спей (Strath Spey).
Основной особенностью страспея является использование ритма «скоч-снеп» (Scotch snap) — то есть специфичного для Шотландии обратного пунктира. В зависимости от региона страспей может играться более, или менее пунктированно. Искусство игры страспеев требует хорошей музыкальной подготовки.
Рекомендуемый Королевским обществом шотландских бальных танцев (RSCDS) темп стратспея равен 64 или 124 ударам метронома, что составляет чуть меньше 62 секунд на 32 такта.